# Juan Pedro Yllanes Suárez
Juan Pedro Yllanes Suárez (Sevilla, 12 de gener de 1960) és un jutge i polític espanyol, diputat al Congrés dels Diputats en la XI i XII Legislatures.

## Biografia
El 1982 es llicencià en dret per la Universitat de Sevilla i el 1989 va aprovar les oposicions a jutge. En 1991 va entrar a la Magistratura. Inicialment fou destinat a Sevilla i en 1998 va ser destinat a la Secció Primera de l'Audiència de Palma. Després fou destinat un temps al Jutjat número 3 de l'Audiència Provincial de Barcelona, on en 2004, va condemnar a quinze mesos de presó a l'imam de la mesquita de Fuengirola, Mohamed Kamal Mustafà, per un delicte de provocació a la violència de gènere pel llibre La mujer en el Islam, en el qual aconsellava com pegar a la dona sense deixar petjades.
Entre 2005 i 2011 va formar part de la Secció Segona de l'Audiència de Palma, on va fer famós per la lluita contra la corrupció al costat dels jutges Diego Gómez-Reino i Joan Catany. En 2008 van dictar la primera sentència en una de les peces del cas Andratx i en 2009 va condemnar l'exregidor d'Urbanisme de Palma Javier Rodrigo de Santos, per abusos sexuals a menors. En juny de 2015 fou nomenat per substituir al jutge José Castro Aragón que havia de jutjar a la infanta Cristina de Borbó i Grècia, Iñaki Urdangarín i als altres 17 acusats del cas Nóos.
Tanmateix, en novembre de 2015 va demanar l'excedència al Consell General del Poder Judicial i encapçalà la llista de Podem a les eleccions generals espanyoles de 2015. S'ha manifestat a favor de defensar el medi ambient, parla català i té parella mallorquina. Fou reescollit a les eleccions generals espanyoles de 2016.